# Tom Payne (attore)
Thomas Payne, detto Tom (Chelmsford, 21 dicembre 1982), è un attore britannico.

## Biografia
L'inglese Tom Payne è meglio conosciuto per aver preso parte a film più o meno noti come Miss Pettigrew, film commedia del 2008 dove ha recitato accanto a Frances McDormand e Amy Adams nel ruolo di Phil Goldman, e nel film tedesco Medicus del 2013, dove recita nel ruolo del protagonista Rob Cole. Dal 2016 al 2019 ha interpretato il ruolo di Paul Rovia / Jesus nella serie televisiva The Walking Dead, ruolo inizialmente ricorrente nella sesta stagione che poi è diventato regolare dalla settima fino alla nona stagione.

## Filmografia

### Attore

#### Cinema
- Miss Pettigrew (Miss Pettigrew Lives for a Day), regia di Bharat Nalluri (2008)
- The Task, regia di Alex Orwell (2011)
- Medicus (Der Medicus), regia di Philipp Stölzl (2013)
- Horizon: An American Saga - Capitolo 1 (Horizon: An American Saga - Capitolo 1), regia di Kevin Costner (2024)
- Imaginary, regia di Jeff Wadlow (2024)

#### Televisione
- Casualty – serie TV, episodio 20x11 (2005)
- Waterloo Road – serie TV, 32 episodi (2007-2008)
- Skins – serie TV, episodio 1x08 (2007)
- Beautiful People – serie TV, episodio 2x02 (2009)
- Miss Marple (Agatha Christie's Marple) – serie TV, episodio 4x03 (2010)
- Luck – serie TV, 9 episodi (2011-2012)
- The Walking Dead – serie TV, 25 episodi (2016-2019)
- Fear the Walking Dead – serie TV, episodio 4x01 (2018)
- Prodigal Son – serie TV, 33 episodi (2019-2021)
- Law & Order: Organized Crime - serie TV, 3 episodi (2024)

### Doppiatore
- Io, regia di Jonathan Helpert (2019)

## Doppiatori italiani
Nelle versioni in italiano delle opere in cui ha recitato, Tom Payne è stato doppiato da:
- Emiliano Coltorti in The Walking Dead, Fear the Walking Dead
- Alessandro Campaiola in Prodigal Son
- Federico Campaiola in Luck
- Marco Vivio in Miss Pettigrew
- Lorenzo De Angelis in Medicus
- Luca Mannocci in Io
- Stefano Crescentini in Imaginary
- Emanuele Ruzza in Law & Order: Organized Crime
- Flavio Aquilone in Horizon: An American Saga - Capitolo 1